# Tom Clancy’s Splinter Cell: Double Agent
Tom Clancy’s Splinter Cell: Double Agent ist der fünfte Teil der Stealth-Spielserie Splinter Cell, der 2006 für zahlreiche Plattformen erschien. Der Titel wurde von Ubisoft Montreal und Ubisoft Shanghai entwickelt und von Ubisoft veröffentlicht. Er sollte laut Ubisoft ursprünglich schon Ende April 2006, also rund ein Jahr nach dem Erscheinen von Splinter Cell: Chaos Theory veröffentlicht werden. Aufgrund von Entwicklungsverzögerungen wurde der Erscheinungstermin allerdings mehrfach verschoben. Die Old-Gen- (Xbox/PS2/GameCube/Wii) und New-Gen-Fassungen (Xbox 360, PS3, PC) des Spiels unterscheiden sich stark.
Splinter Cell: Double Agent spielt im Jahr 2008. Die Hauptfigur, Agent Sam Fisher, infiltriert eine Terroristenorganisation und versucht, diese von innen heraus zu zerschlagen. Dazu muss er sich ihr Vertrauen erarbeiten, indem er Aufträge für sie erledigt. Der Spieler muss allerdings darauf achten, nicht so sehr als Terrorist zu wirken, dass er von seinem Auftraggeber, der NSA, als Verräter eingestuft wird. Gleichzeitig muss er darauf achten, dass seine Tarnung nicht auffliegt.

## Spielprinzip
Splinter Cell: Double Agent ist wie die Vorgänger ein Stealth-Spiel. Der Spieler übernimmt die Rolle des amerikanischen Agenten Sam Fisher. Im Unterschied zu den meisten anderen Shootern ist zum Erledigen von Missionen weniger das Ausschalten von Gegnern als vielmehr das unauffällige Bewegen entscheidend. Der Spieler erhält zwar zu Beginn einer jeden Mission Munition, jedoch ist diese eher knapp bemessen. Dafür ist er mit verschiedenen Sichtgeräten, z. B. einem Nachtsichtgerät oder einem Wärmebildgerät und Kameras ausgestattet.
Der Spieler wird von seinem Auftraggeber in verschiedene Einsatzgebiete entsandt, wo er diverse Ziele, verpflichtende und optionale, erledigen muss bzw. kann. Die Level sind, wie bei allen Splinter-Cell-Titeln, eher dunkel gehalten. Der Spieler besitzt eine Anzeige, die ihn darüber informiert, wie sichtbar er für seine Gegner ist. Hält der Spieler sich in beleuchteten Gebieten auf, ist er gut sichtbar. Versteckt er sich hingegen in dunklen Nischen, wird er von seinen Gegnern kaum gesehen.
Eine wesentliche Neuerung gegenüber früheren Splinter-Cell-Titeln stellt das Missionsdesign dar. Der Spieler ist erstmals in der Lage, zwischen zwei Auftraggebern, der NSA und der JBA, zu wählen. Der Spieler besitzt bei beiden Fraktionen ein gewisses Vertrauen. Da beide Fraktionen verfeindet sind, sinkt das Vertrauen der einen Fraktion meist, wenn das der anderen steigt. Der Spieler muss stets darauf achten, Vertrauen von beiden Seiten zu genießen, da sonst entweder seine Tarnung auffliegt oder sie ihn als Verräter betrachten.

## Handlung
Wir schreiben das Jahr 2008. Sam Fisher befindet sich gerade auf einer Mission, in der er Informationen über einen dort abgewickelten Handel mit einer unbekannten Waffe in einem geothermischen Kraftwerk in Island sammeln soll. Während der Mission bricht Lambert, sein Missionsleiter, die Mission von Fisher und seinem Kollegen Hamsa ab. Auf dem Rückflug erfährt Sam, dass seine Tochter Sarah angefahren und an den Verletzungen verstorben ist. Von dieser Nachricht zutiefst getroffen, erweist er sich als unfähig, seinen Job weiterzumachen. Irving Lambert sieht sich gezwungen, seinen Elite-Spion vom Dienst zu suspendieren. Einige schmerzvolle Monate später, versucht Sam immer noch die traumatischen Ereignisse zu verarbeiten unter anderem indem er sich in Alkohol und Prügeleien flüchtet. Um seinen Freund und Kollegen zu retten, bietet Lambert Sam einen neuen Auftrag, den gefährlichsten seiner Karriere, an. Sam soll als NOC (Non Official Cover-Agent) in die in New York City ansässige Terror-Zelle John Brown's Army (JBA), eingeschleust werden. Von dieser bzw. ihrem Anführer Emile Dufraisne wird vermutet in Kooperation mit anderen Gruppierungen Anschläge auf amerikanischem Boden zu planen.
Nach einem inszenierten Banküberfall mit 15 Toten wird Sam Fisher zu mehrfach lebenslänglich verurteilt und in die Strafanstalt von Elsworth (Kansas) eingeliefert. Dort soll er sich mit dem JBA-Mitglied Jamie Washington befreunden und mit ihm aus dem Gefängnis fliehen, um das Vertrauen der JBA zu gewinnen und aufgenommen zu werden. Während eines Aufstands im Gefängnis gelingt es den beiden einen Nachrichten-Helikopter zu kapern und damit zu entkommen, dank der Fürsprache von Jamie wird Sam in die JBA aufgenommen.
In Splinter Cell: Double Agent kann man sowohl Aufträge von NSA-Regierungsbeauftragten als auch von terroristischer Seite annehmen. Allerdings vermischen sich die Grauzonen im Spannungsfeld von Recht und Gerechtigkeit hin und wieder auf diffuse Art und Weise. Der Spieler hat selbst zu entscheiden, welcher Fraktion er sich wie stark annähern will. In Abhängigkeit von seiner Annäherung und dem Verlauf der letzten Mission gibt es insgesamt drei verschiedene Spielausgänge, die entweder mit Fishers Verhaftung, Fishers Flucht oder mit Fishers erfolgreicher Rückkehr zur NSA enden.

## Unterschiede zwischen den Old-Gen- und New-Gen-Versionen
Es existieren zwei Varianten des Spiels, diese teilen sich nur den Rahmenbedingungen um die JBA und einige Mitglieder, nicht aber die exakt selbe Handlung bzw. Spielweise. Ubisoft Montreal war für die alte Plattform (PlayStation 2, Wii, Xbox und Gamecube) und Ubisoft Shanghai für die damalige neue Plattform (PC, Xbox 360, PlayStation 3) zuständig. Die modifizierte Unreal Engine 2.5-Spiel-Engine, welche bereits für den Vorgänger Splinter Cell: Chaos Theory benutzt wurde, kam bei beiden Versionen zum Einsatz.

### Handlung
Der Verlauf der einzelnen spielbaren Missionen und ihre Ziele machen die großen Unterschiede bei den beiden Handlungen aus. Auch sind die Missionen anders gegliedert und haben unterschiedliche Abschnitte und Einsatzziele, bei einer Mission unterscheiden sich die beiden Versionen vollständig. Bei beiden ist der Anfang des Spielgeschehens anders. In der alten Plattform hat man schon indirekt mit der JBA zu tun. Bei der New-Gen wird die JBA erst am Ende der Video-Sequenzen, welche den Tod von Sams Tochter und seinen Kampf mit der Trauer behandeln, erwähnt, da die JBA erst dann in den Fokus der NSA geriet.
Den größten Unterschied macht das Ende der Handlung aus. Bei der alten Plattform hat man unabhängig von den erfüllten bzw. abgebrochenen Einsatzzielen oder Spielweisen das gleiche Ende (mit Fishers Flucht). Bei der neuen Plattform sind es jedoch drei unterschiedliche Enden, die abhängig von der Spielweise des Spielers sind. Im nächsten Teil der Serie wird jedoch nur mit Fishers Flucht und der Entscheidung, dass Fisher Lambert mit eigener Hand tötete fortgefahren.

### Spielweise
Die alte Plattform bietet ein umfangreicheres HUD, was die neue Plattform nicht hat. Stattdessen hat sie nur einen einzigen Indikator, welches die Sichtbarkeit in drei Stufen angibt. Dies stieß auf Kritik, da dies das Spiel erschwert.
Die alte Plattform zeigt mittels eines Balkens an, wie das Vertrauen der JBA und der NSA zu Fisher ist. Ideal ist eine Ausgeglichenheit, jedoch misstraut eines der beiden Organisationen, wenn sich der Regler durch die eigenen Entscheidungen verschiebt. Die Entscheidungen müssen dabei nicht unbedingt einen Nachteil für eines der beiden haben. Bei der neuen Plattform hat man für beide Organisationen zwei Balken, die sich durch das Verhalten des Spielers füllen oder bei Ignorieren der Anweisungen sich leeren. Ideal ist es, wenn beide durch das Erfüllen aller Ziele beider Seiten voll sind.

## Rezeption
Das Spiel erhielt international gemischte bis gute Wertungen. Die Rezensionsdatenbank Metacritic aggregiert beispielsweise für die PlayStation 2, PlayStation 3, Xbox 360 und Windows einen Wert von circa 80 Punkten. Die Versionen für den GameCube und die Wii erhalte mit ungefähr 60 Punkten eine deutlich schlechtere Wertung.

„Grandioser Spionage-Thriller mit neuen Ideen, die das facettenreiche Spiel intelligent bereichern.“

„Fischers Fritze fischt frische Fische, Fisher leider nur alte. Von Innovation fehlt die Spur.“